# 刘伯明 (哲学家)
劉伯明（1887年—1923年11月24日），名經庶，字伯明。哲學家，教育家。中國現代哲學的先驅者、中國現代自由教育的倡導人、中國現代人文主義的先驅。學贯中西，通儒、道、佛學，治西洋哲學，精于英文，通法文、德文，兼及希臘文、梵文。

## 生平
江蘇南京人。祖籍山東章丘。幼聰慧，少時學于彙文書院（1910年改為金陵大學），習中西文。畢業後遊學日本，曾參加同盟會，從事民主革命活動。
1911年入美國西北大學攻讀哲學及教育，師從勞維爾，1915年獲哲學博士學位。同年與在美哥倫比亞大學攻讀教育學碩士之陳芬資女士（1889年生，安徽無爲人。1927年任南京市彙文女子中學首任華人校長）結婚。
1915年回國，時彙文書院已改名金陵大學（1952年合併于南京大學），校長包文延劉伯明為國文部主任，教授哲學、哲學史、文學、教育學等。
1915年，南京高等師範學校校長江謙聘劉伯明兼任倫理、哲學、語言等課教授。1919年辭去金陵大學教職，專任南京高師教授，兼訓育主任及文史地部主任。郭秉文繼江謙任南高校長後，為規劃校務，忙於外事，離校期間校務則由劉伯明主持。1921年南京高等師範學校改為國立東南大學（1928年更名中央大學，1949年更名南京大學），任校長辦公室副主任（即今之副校長），曾代理校長職務，除忙於校務外，仍兼文理科主任及哲學系主任，為哲學教授，講學不倦。
1923年11月24日，因積勞成疾而英年早逝，時年37歲。

## 事略
劉伯明是中國現代哲學的先驅者。他在美國時即以現代學術研究中國哲學文化，1913年著《華人心性論》。他是最早獲得美國哲學博士學位的華人學者，1915年所著博士論文《老子哲學》，被美國哲學界譽為傑作。劉伯明是中國西洋哲學的奠基人，回國后，將西洋哲學系統引入中國，先後著《西洋古代中世紀哲學史大綱》、《近代西洋哲學史大綱》。劉伯明認爲，要了解西方，必須對西方文化的本源先有清楚認識。1921年与同事胡先骕、吴宓、梅光迪等创办《学衡》杂志。在他的影響下，國内學者也透過《學衡》雜誌引介西方哲學特別是希臘哲學的經典論著。
劉伯明倡導人文思想，“力持人文主義以救今之倡實用主義者之弊”。劉氏主張中西調和，以其為領袖的學衡派提倡人文主義，上宗孔子思想，于西學則明其精粹糟粕，審慎擇取，前溯希臘先哲精義，后合西方新人文主義，對學術界有深遠影響。
劉伯明在校“于传授知识之外，独重人格之感化”。在金陵大學期間，以南高兼課收入薪水全部捐給金大圖書館購置中文圖書。在南高東大期間，創立貸金助學法以扶植貧苦力學之士。在南高、東大時，為學校“重心所在”，對現代南京大學校風的形成貢獻至巨。
劉伯明一生投身學術、教育，並致力于現代學風、學者精神的構建。對於學風，劉伯明結合人生理想、世界觀、氣節志向、科學、民主、共和，以及當時代中國的時弊問題，先後發表了《論學風》、《學者之精神》、《再論學者之精神》等系列文章，又曾就學風、教育、世界觀等問題作系列講演。劉伯明倡明的學風、學者精神，流傳于世而爲寶貴的精神遺產。
劉伯明平時博覽群書，以讀書為樂。海內多稱其為“純粹君子”，尊為“南雍祭酒”，奉為“學界精神領袖”。劉伯明去世後，柳詒評說他“死後若干年內，恐怕不容易找到像他這樣對中西學問都有本源，能為大家翕服之人”。校內政治系教授兼系主任陳茹玄稱其“薪盡火傳，君身不死。顏天蹠壽，天道寧論”；西洋文學系教授兼系主任吳宓稱其“高標碩望、領袖群賢”，校外學者胡適挽其“鞠躬盡瘁而死，肝膽照人如生”。

## 教育思想
- 重視辦學理想。“以哲學家而辦學，最注重教育理想”。主張“一所大學的辦學，物質方面設備固求完善，但物質較諸精神則居於次位，蓋辦學如無理想，則校舍無論如何壯麗，校具無論如何珍貴，其及於社會上的功效必甚微薄，甚至貽害社會，造成自私自利之蠹民亦未可知。”
- 治學應自由與責任兼備。“學校中有兩種最難調和之精神，一曰自由，一曰訓練”，作為一個學者必須既要有一種自由的精神，又要有一種負責的態度。“蓋所謂自由之心，實古今新理發現必要之條件也”，而“惟負責而後有真正的自由，惟自由而後可為真正之負責”。
- 倡導四種精神：一曰學者精神，應具自信自得，求真知之貞操；二曰學校精神，即公民精神，注重社會訓練；三曰自治精神，即共和精神，對於政治及社會生活能自動負責；四曰自強精神，品性與體格並重。
- 注重“人格的感化”，倡導“民族的精神”，“民主的精神”，“科學的精神”。
- 倡導“樸茂”、“惟真是求”的學風。稱“我國古來學者最重節操，大師宿儒，靡不措意于斯”，應“不為燥濕輕重，不為窮達易節”。要求學生“常保持一種‘樸茂’的精神，不要有銅臭，不可有官氣”。
- 從倡導治學中的自由精神出發，提出要給予學生更多的選擇自由，注重學生的全面發展。批評當時大學教育中對職業目的過分強調而對學生基本素質教育的忽視：“學謀生，不過發展之一部分，以一部分而概全體，非人的教育也”。主張“不惟年級之觀念應行打破，即計算學分之機械方法最好亦能廢除”；“一切教育應從人性之全部著想”；“教育目的，在學，為人；凡學，為人。必使人性中所具之本能，得有發展之機會”。
- 教育導向上，側重“動的培養”，而非“靜的約束”，側重“幹才的訓練”，而非“知識的灌輸”，側重“積極的引導”，而非“消極的管理”。
- “科學的鵠的是求真，即所謂格物致知”，“科學家不承認有神秘的東西，不承認權威，不崇洋，不泥古。科學家是平等的，科學的思想，最能促進平民思想，發揮民主精神”，“我們正處於科學昌明之世，要想成為真正的學者，必須進行嚴格的科學訓練。科學之用於教育，足以培養獨立精神和高尚思想，並促進教育的科學化”。

## 書目
- 《刘伯明先生纪念专集》 （《国风》，1932年11月）

## 鏈結
- 高標碩望，領袖群賢：劉伯明 （页面存档备份，存于）
- 論學者之精神 劉伯明 （页面存档备份，存于）